# Alois Bley
Alois Bley OCR (* 25. Januar 1865 als Joseph Bley in Haltern am See, Kreis Coesfeld; † 13. August 1904 in den Bainingbergen in Papua-Neuguinea) war ein deutscher Ordensbruder und Märtyrer. 

## Leben
Joseph Bley trat am 4. Oktober 1887 im Alter von 22 Jahren in die Trappistenabtei Mariastern ein und nahm den Ordensnamen Alois an.  Im September 1902 wurde er zusammen mit Bruder Matthias Folger nach Neupommern (heute: Neubritannien) geschickt, um eine Klostergründung der Trappisten vorzubereiten. Im Rahmen verschiedener Aktivitäten unterstützte er auch den Kirchenbau in der am 14. April 1903 gegründeten Schwesternstation St. Paul der Missionsschwestern vom Heiligsten Herzen Jesu von Hiltrup in den Bainingbergen. In den frühen Morgenstunden des 13. August 1904 ermordeten Angehörige des Volksstamms der Baining in der Mission St. Paul Pater Matthäus Rascher und neun Missionare und Missionsschwestern (darunter den 39 Jahre alten Alois Bley). Alois Bleys leiblicher Bruder, Pater Bernhard Bley MSC (1862–1944), übernahm die Seelsorge am Ort.

## Gedenken
Die Römisch-katholische Kirche in Deutschland hat Bruder Alois Bley als Märtyrer in das deutsche Martyrologium des 20. Jahrhunderts aufgenommen.